# Lerista gascoynensis
Espèce
Lerista gascoynensis est une espèce de sauriens de la famille des Scincidae.

## Répartition
Cette espèce est endémique d'Australie-Occidentale en Australie.

## Étymologie
Son nom d'espèce, composé de gascoyn et du suffixe latin -ensis, « qui vit dans, qui habite », lui a été donné en référence au lieu de sa découverte : le bassin du fleuve Gascoyne.

## Publication originale
- Storr, 1986 : Two new members of the Lerista nichollsi complex (Lacertilia: Scincidae). Records of the Western Australian Museum, vol. 13, no 1, p. 47-52 (texte intégral).